# Лебанон (Іллінойс)
Лебанон (англ. Lebanon) — місто (англ. city) в США, в окрузі Сент-Клер штату Іллінойс. Населення — 4691 особа (2020).

## Географія
Лебанон розташований за координатами 38°36′9″ пн. ш. 89°48′47″ зх. д. / 38.60250° пн. ш. 89.81306° зх. д. (38.602516, -89.813000).  За даними Бюро перепису населення США в 2010 році місто мало площу 6,41 км², з яких 6,37 км² — суходіл та 0,04 км² — водойми.

## Демографія
Згідно з переписом 2010 року, у місті мешкало 4418 осіб у 1642 домогосподарствах у складі 953 родин. Густота населення становила 689 осіб/км².  Було 1845 помешкань (288/км²).
Расовий склад населення:
| - 79,4 % — білих - 16,3 % — чорних або афроамериканців - 0,8 % — азіатів - 0,1 % — вихідців з тихоокеанських островів - 0,1 % — корінних американців |

До двох чи більше рас належало 2,7 %. Частка іспаномовних становила 2,3 % від усіх жителів.
За віковим діапазоном населення розподілялося таким чином: 17,8 % — особи молодші 18 років, 66,7 % — особи у віці 18—64 років, 15,5 % — особи у віці 65 років та старші. Медіана віку мешканця становила 31,9 року. На 100 осіб жіночої статі у місті припадало 93,9 чоловіків;  на 100 жінок у віці від 18 років та старших — 93,5 чоловіків також старших 18 років.
Середній дохід на одне домашнє господарство  становив 81 415 доларів США (медіана — 64 712), а середній дохід на одну сім'ю — 87 858 доларів (медіана — 69 028). За межею бідності перебувало 18,3 % осіб, у тому числі 46,4 % дітей у віці до 18 років та 13,9 % осіб у віці 65 років та старших.
Цивільне працевлаштоване населення становило 1730 осіб. Основні галузі зайнятості: освіта, охорона здоров'я та соціальна допомога — 31,4 %, науковці, спеціалісти, менеджери — 13,4 %, виробництво — 11,6 %, мистецтво, розваги та відпочинок — 10,6 %.